# Magyarországi szerbek

## Történetük
A szerbek Magyarország területére először a 14. század végén, a török hódítás elől menekülve érkeztek, majd az egész középkor ideje alatt, szinte folyamatosan telepedtek le hazánkban.
Lazarevics István (Stevan Lazarević) (1389–1427) és Brankovics György (Đorđe Branković) szerb fejedelmek kapcsolatai a magyar királyokkal tovább növelték a szerbek számát, a hűbéri elismerésért cserébe a magyar király ígéretet tett, hogy megvédi a szerbeket a töröktől. Ennek a megállapodásnak a fejében 1427-ben a szerbek átadják a magyar királynak Nándorfehérvárt és a macsói bánság várait is. A szerb nemesség tagjai közül sokan emelkedtek magyar nemesi rangra is, a magyarországi birtokok kezelésére pedig számos szerb családot telepítettek. 1428-ban a branicsevói és galambóci várak török kézre kerültek, ahonnan újabb szerb családok érkeztek nagyobb számban és részben Szent-Endrén, részben a Csepel-szigeten Kevén telepedtek le, melynek neve ekkor változott át Rác-Kevére.
A török hódoltság idején a Temesvár – Arad – Gyula – Szeged – Kalocsa -Szekszárd – Balaton vonalig húzódott a szerb lakosság határvonala, a 17-18. század fordulóján már nagyobb közösségek éltek Budán, Komáromban, Győrben, Esztergomban, Vácon, Pápán, Tatán, Baján, Debrecenben, Szatmáron, Kalocsán, Szombathelyen. A szerbek a mohácsi csatában a magyarok mellett hősiesen küzdöttek a török ellen. A magyarországi szerbek a mohácsi vész után Ferdinánd pártjára álltak és Cserni Jován (Crni Jovan) vezetésével majdnem az egész Délvidéket átfogó felkelést robbantottak ki (Cserni Jován-felkelés). A keresztények seregeiben hősiesen küzdöttek a törökök ellen.
1690-ben a királyi kancellária felhívást intézett a délszlávokhoz: támogassák a császári csapatokat a Balkánon a török ellen, a hadjárat esetleges kudarca esetén áttelepülhetnek Magyarországra, és saját elöljáróik irányítása alatt kiváltságokat kapnak, saját vallásuk szerint élhetnek és templomokat építhetnek. A hadjárat kudarca után III. Arsenije Čarnojević pátriárka vezetésével szerbek menekültek (Velika seoba Srba) Magyarországra (kb 40 000 fő). Szentendrén, Budán a Tabánban, Pomázon, Csobánkán és Érden telepedtek le. A szerbeknek I. Lipót által adott kiváltságait I. József (1708) és III. Károly (1713,1715) is elismerte.
Nagy változás volt a Rákóczi-szabadságharc, amikor a szerbek a császár oldalán a magyarok ellen harcoltak, többek között ígéretet kaptak, hogy felszabadítják Szerbiát a török megszállás alól. Ezek után nagy tömegben hagyták el az országot és Oroszországban telepedtek le.
Ennek ellenére a 18. század a magyarországi – és különösképpen a szentendrei – szerb kultúra virágzásának ideje volt. A Dunakanyarban elhelyezkedő városban virágzott a gazdaság. A kézműipar és a kereskedelem egyaránt gyorsan fejlődött, erre alapozva pedig pezsgő kulturális élet alakult ki. Itt volt a 18. században a korabeli szerb kulturális, politikai élet központja, szerb vallási életnek nagyon fontos helye volt a Duna-parti város, egy időben kilenc szerb parókia is működött itt.
Az első világháborút követő években a szerbek száma drasztikusan megfogyatkozott, Sárok, Deszk, Újszentiván, Szőreg, Majs és Dunaszekcső teljes szerb lakossága elköltözött.
2012-ben Szentendrén sértő falfirkák jelentek meg műemlékeken a szerbekre nézve.

## Demográfiai jellemzők
Magyarországon a 2001. évi népszámlálás során 3388 szerb anyanyelvű, illetve 3816 szerb nemzetiségű személyt írtak össze, míg a nyelvet családi, baráti körben használók száma 4186 és kulturális értékekhez, hagyományokhoz kötődők száma 5279. Meg kell jegyezni azonban, hogy a népszámlálás során a nemzeti hovatartozással kapcsolatos kérdések megválaszolása nem volt kötelező, továbbá tapasztalat volt, hogy a kérdezőbiztosok számos esetben elmulasztották a kérdéseket feltenni, ezért a fent említett számokat nem tekinthetjük pontosnak. A szerbek viszonylag koncentráltan, egy tömbben élnek, egyrészt a határ menti területeken: Baranya vármegye, Bács-Kiskun vármegye, Csongrád-Csanád vármegye, másrészt Budapesten és környékén, azon belül is főleg a Csepel-sziget területén: itt található az egyedüli többségi település, Lórév is.

### A szerb népesség népszámlálási adatai

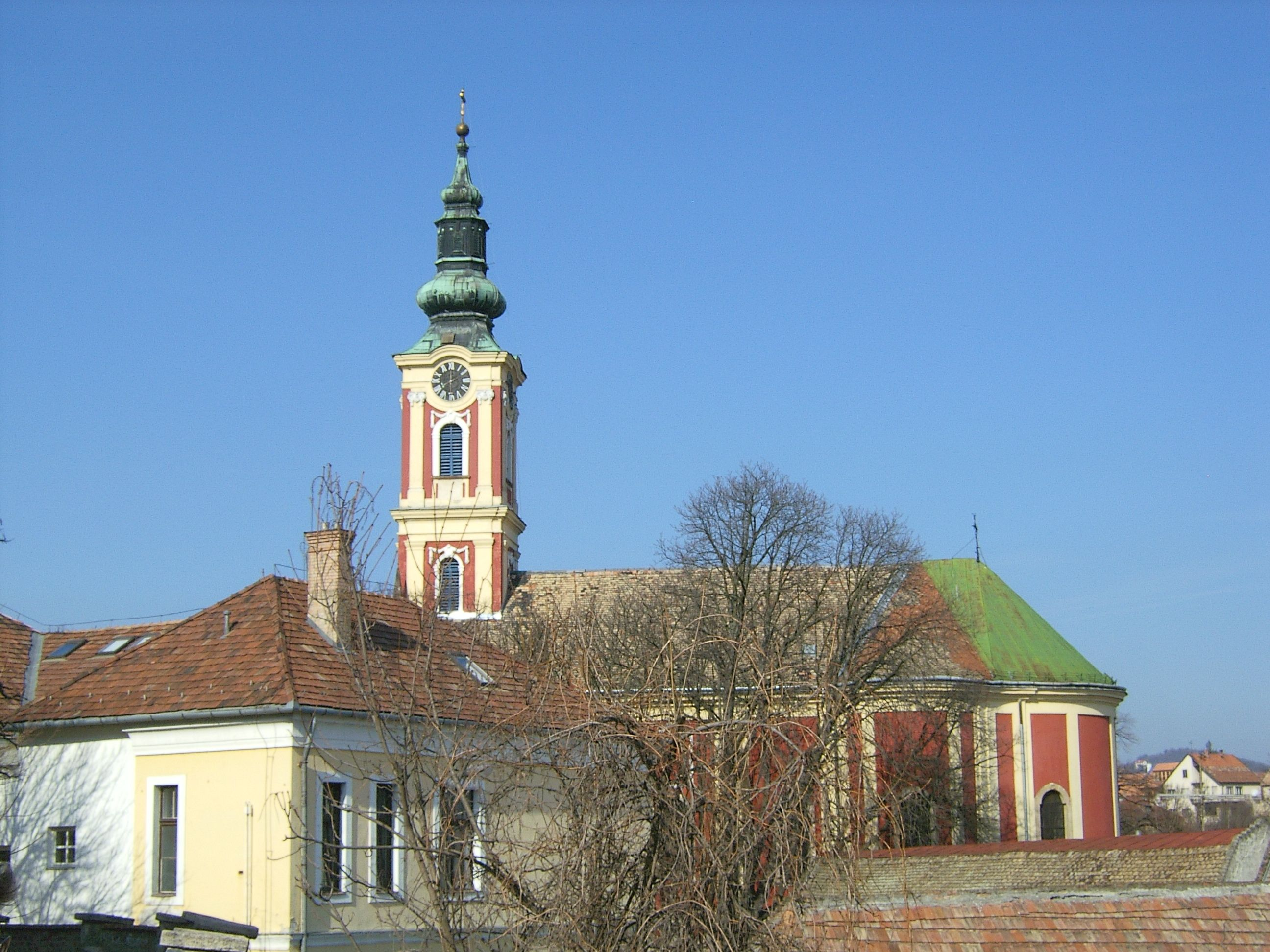
A szentendrei Belgrád székesegyház

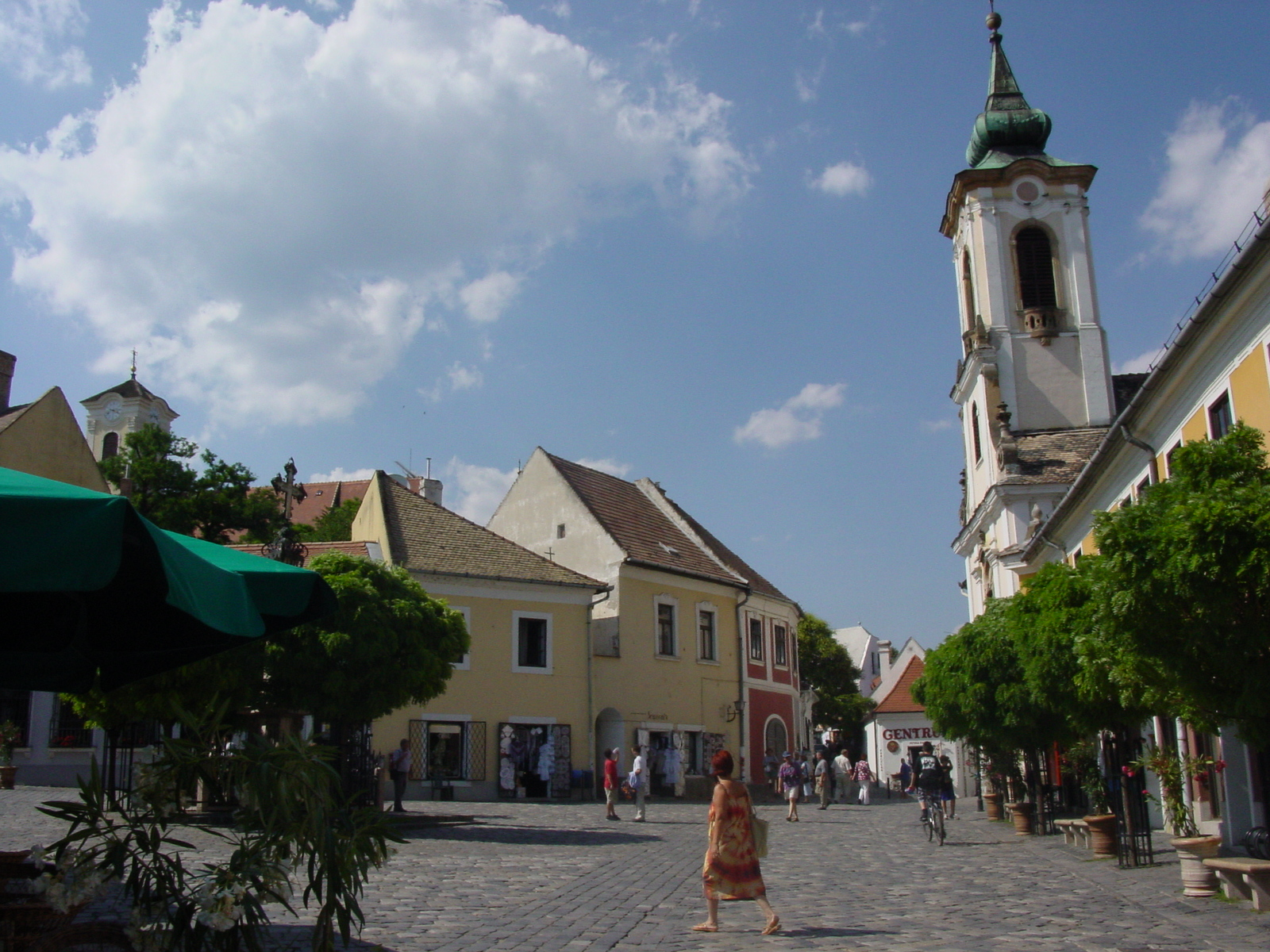
Szentendre főtere a Blagovestenszka templommal

| Év                            | Nemzetiség | Anyanyelv |
| ----------------------------- | ---------- | --------- |
| 1910                          |            | 26248     |
| 1920                          |            | 17132     |
| 1930                          |            | 7031      |
| 1941                          | 3629       | 5442      |
| 1970                          |            | 11177     |
| 1980                          | 2805       | 3426      |
| 1990                          | 2905       | 2953      |
| 2001                          | 3816       | 3388      |
| Forrás:KSH-népszámlálás(2001) |            |           |

A szerbek megyénkénti megoszlása
| Terület                       | fő  | Terület           | fő  | Terület              | fő  | Terület                | fő |
| ----------------------------- | --- | ----------------- | --- | -------------------- | --- | ---------------------- | -- |
| Budapest                      | 996 | Csongrád          | 580 | Jász-Nagykun-Szolnok | 16  | Szabolcs-Szatmár-Bereg | 12 |
| Bács-Kiskun                   | 307 | Fejér             | 69  | Komárom-Esztergom    | 28  | Tolna                  | 82 |
| Baranya                       | 324 | Győr-Moson-Sopron | 36  | Nógrád               | 3   | Vas                    | 11 |
| Békés                         | 316 | Hajdú-Bihar       | 16  | Pest                 | 884 | Pest                   | 22 |
| Borsod-Abaúj-Zemplén          | 18  | Heves             | 7   | Somogy               | 74  | Zala                   | 18 |
| Forrás:KSH-népszámlálás(2001) |     |                   |     |                      |     |                        |    |

## Kisebbségi önkormányzatok
1990-ben szűnt meg a Magyarországi Délszlávok Demokratikus Szövetsége, amelyet a különböző délszláv államok most már önálló szövetségei váltottak fel. 1990-ben jött létre a Szerb Demokratikus Szövetség, amely 1995-ig a magyarországi szerbek egyetlen érdekvédelmi szerve volt. Jelentős szerepe volt a szerb kultúra és nyelv ápolásában és a helyi szerb közösségek megteremtésében. A SZEDESZ részt vett az 1993-as kisebbségi törvény megalkotásában is. 1995-ben jött létre az Országos Szerb Kisebbségi Önkormányzat, az 1998-as választások következtében 14 budapesti kerületi és 20 vidéki önkormányzat alakulhatott meg. A 2002 – 2004-es önkormányzati ciklusban 44 szerb önkormányzat működött. A 2006 októberét követően 40 települési szerb kisebbségi önkormányzat alakult, melyből 14 Budapest különböző kerületeiben, 11 pedig Pest megyében működhetett. E két helyen jött létre területi (megyei) szerb önkormányzat is.
A 2007/2011 ciklusban a következő településeken működnek kisebbségi önkormányzatok: Baja, Dunaújváros, Deszk, Érd, Százhalombatta, Pomáz, Csobánka, Pécs, Hercegszántó, Szigetcsép, Újszentiván, Ráckeve, Mohács, Rácalmás, Lórév, Göd, Budakalász, Szeged, Magyarcsanád, Székesfehérvár, Medina, Battonya, Villány, Szentendre illetve Budapesten a következő kerületben: I., II.,III., IV., VI., IX., XI., XII., XIII., XIV., XV., XVIII. és XIX.

## Kultúra

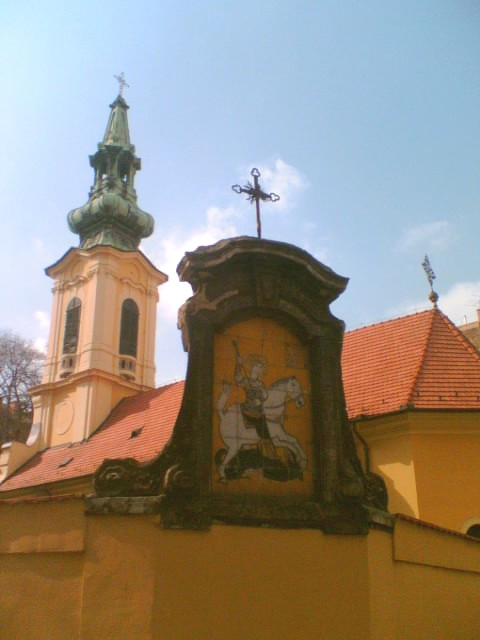
Pesti szerb templom

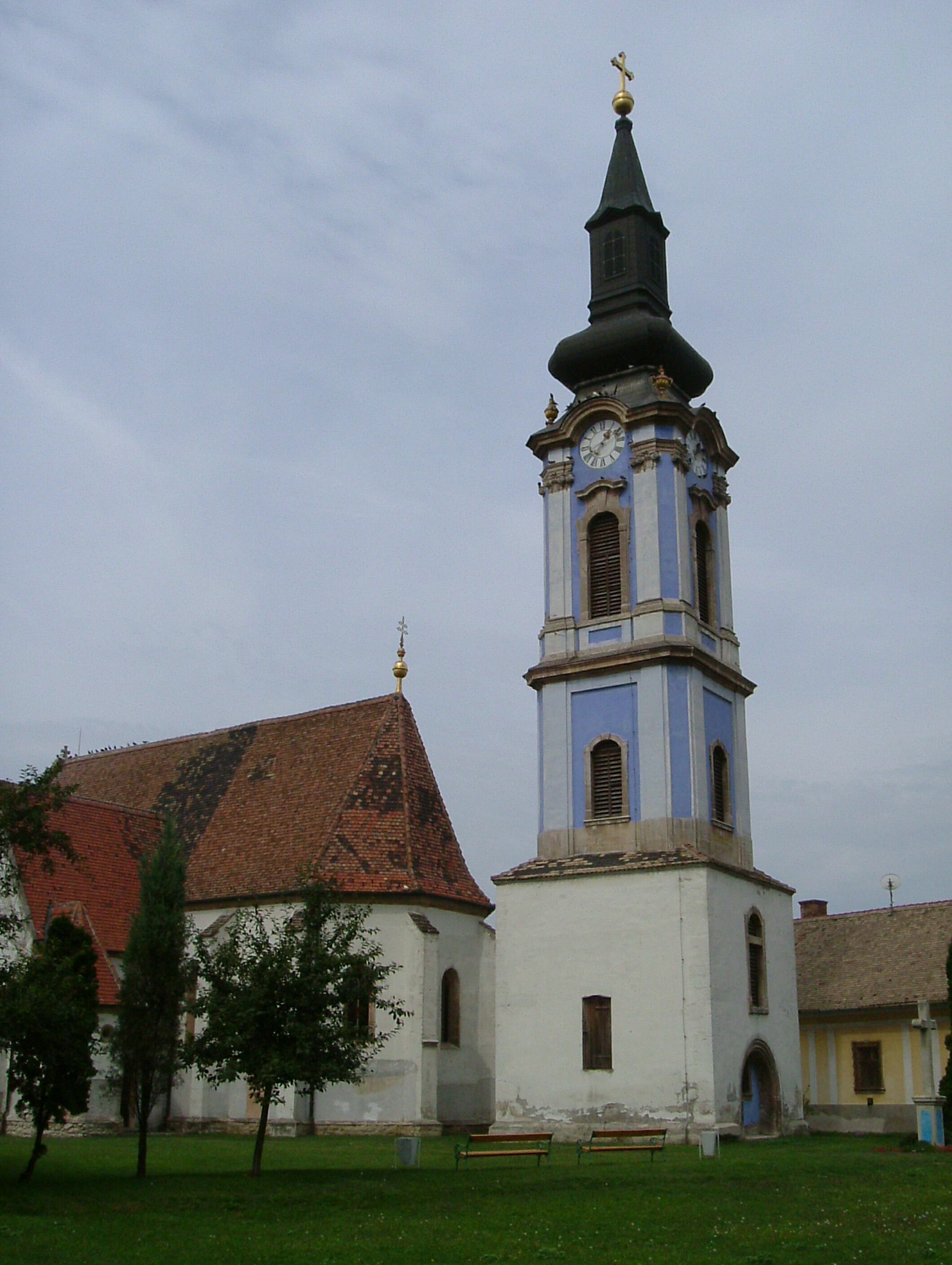
Ráckevei szerb templom

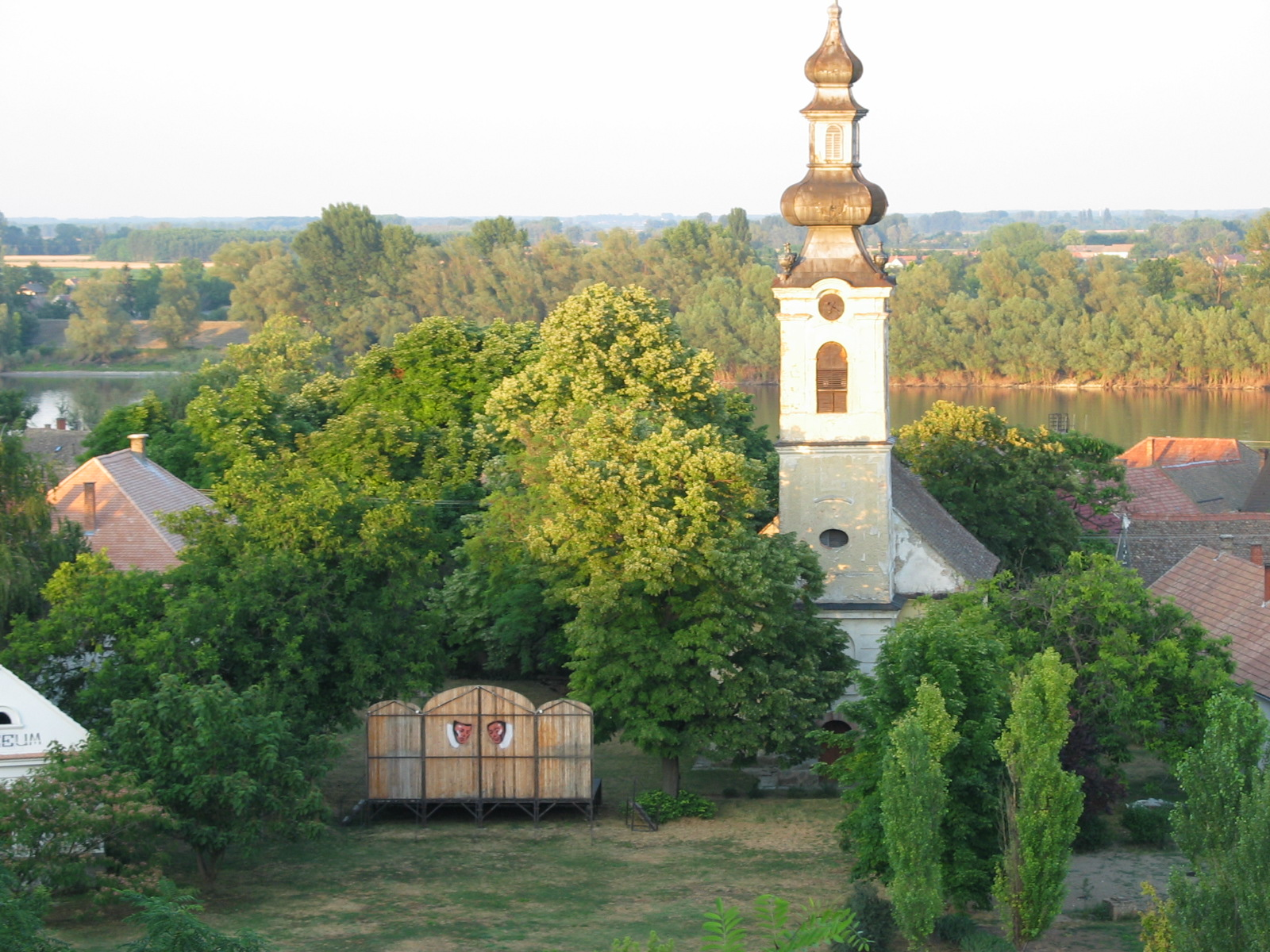
Dunaszekcső szerb templom

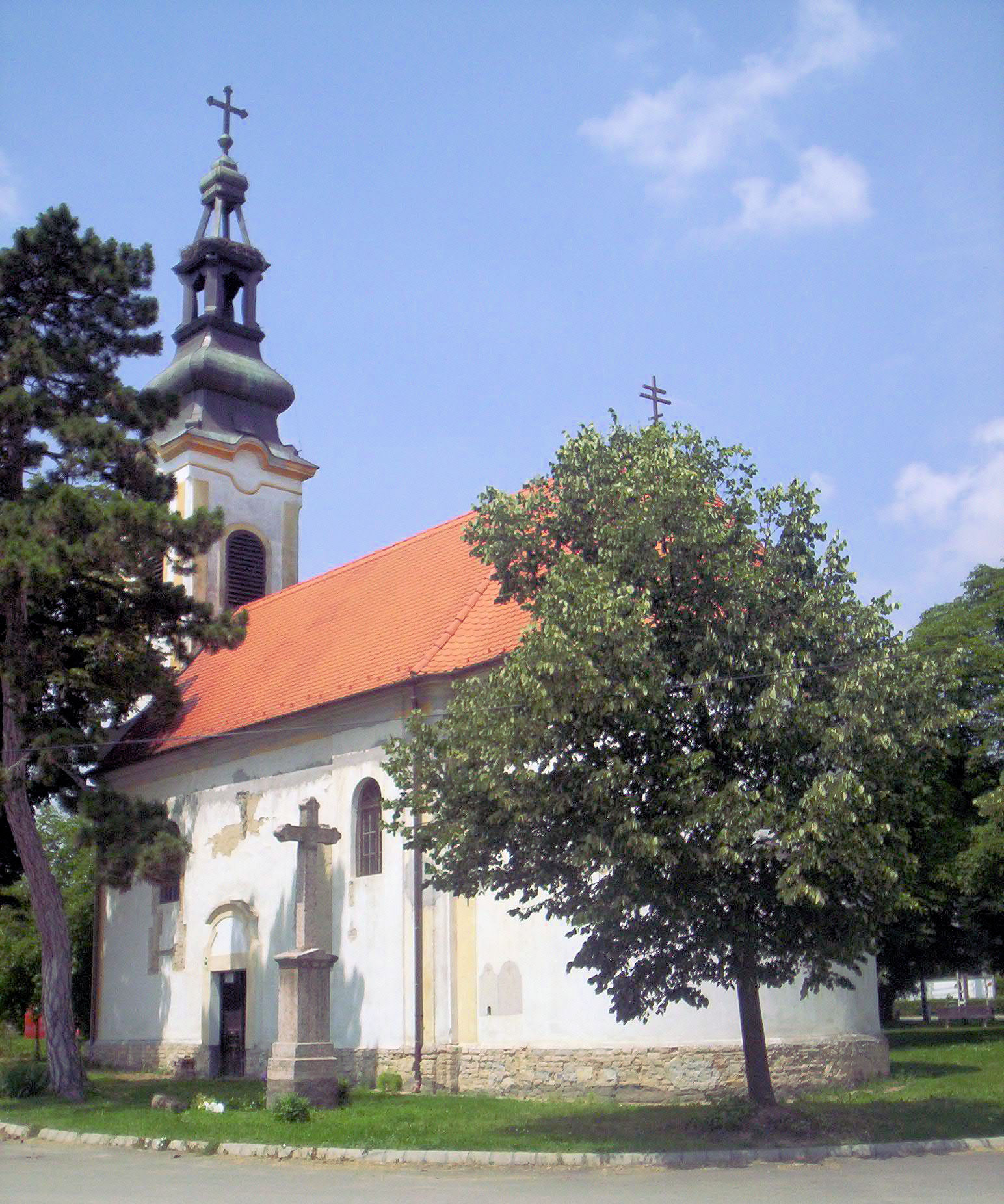
Majs szerb templom

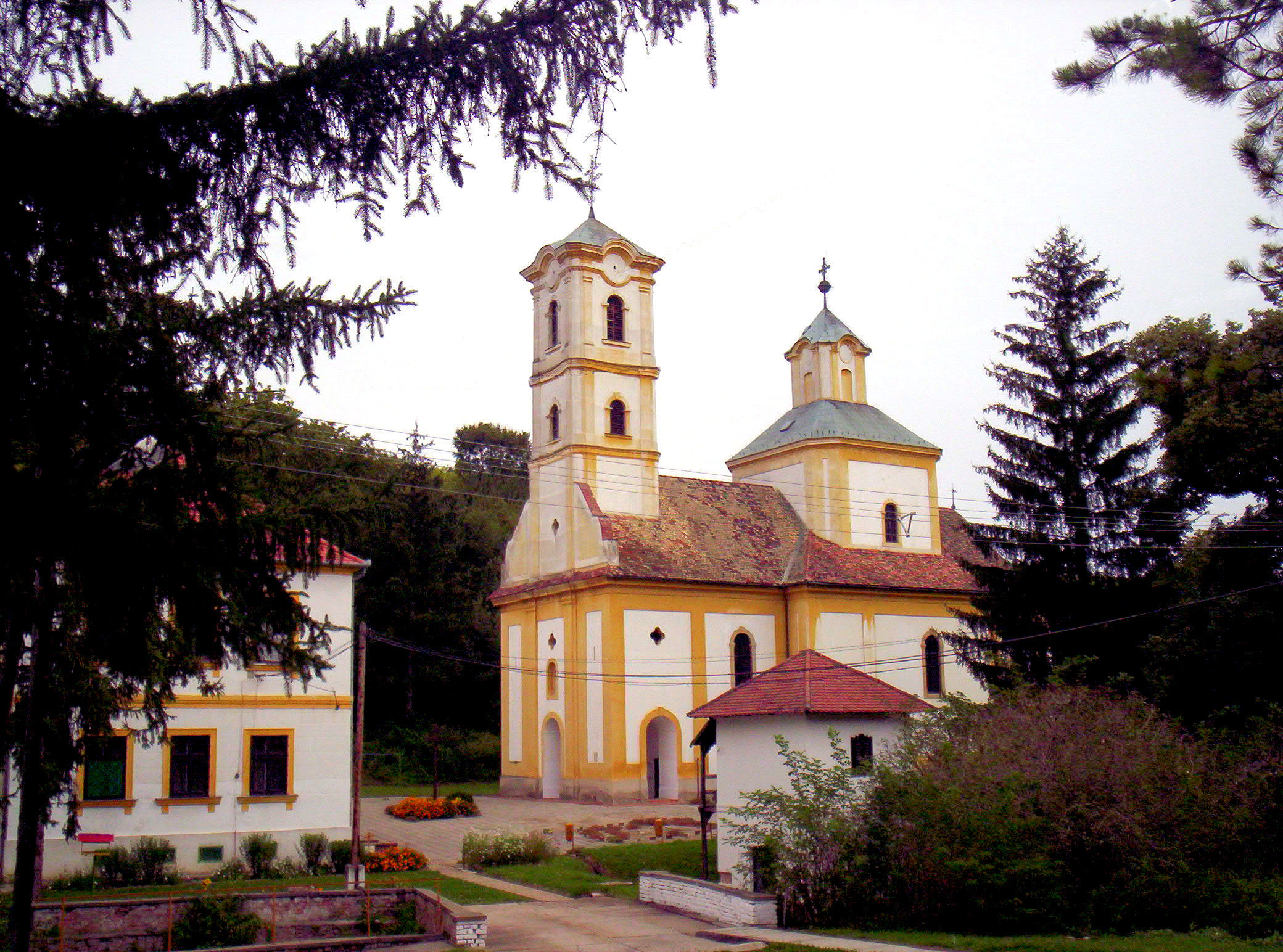
Grábóc monostori templom

A magyarországi szerbek legjelentősebb kulturális közművelődési és tudományos intézményei az IZDAN Kiadó, a Szerb Országos Önkormányzat Könyvtára, a Joakim Vujić Szerb Színház, a Miloš Crnjanski Alapítvány, a Jakov Ignjatović Alapítvány, a Tökölyanum.
Néptánc együttesei – Banat (Deszk), Lórévi tánccsoport (Lórév), Opanke (Pomáz), Sarenac (Medina), Taban (Budapest), Veseli Santovčani (Hercegszántó). A Szerb Országos Önkormányzat 2003-ban alapította meg a Magyarországi Szerb Dokumentációs és Kulturális Központot. Az intézmény Alapító Okirata szerint Budapesten kívül 6 regionális központja van, melyből a bajai, a pécsi és szegedi már megkezdhette tevékenységét, míg a battonyai, a lórévi és a szentendrei kialakítása folyamatban van.
A szerb kultúra és hagyományőrzés színterei az államosított, majd visszaadott hitközségi és felekezeti iskolákban működő szerb közösségi házak, klubok hálózata. Örvendetes az ének, zene- és táncegyüttesek számának növekedése, melyek közül a legismertebbek a Vujicsics együttes, a szentendrei Javor Férfikórus illetve 1995-ben alakult Söndörgő együttes. A Szerb Gimnázium Énekkara 2001 januárjában – az országos önkormányzat kitüntetését- a Szent Száva Díjat érdemelte ki.
A 18. századtól egészen az első világháború végéig a budapesti Egyetemi Nyomda játszott kiemelkedő szerepet a szerb nyelvű könyvkiadásban, a 19. század közepéig mintegy 1400 szerb könyv jelent meg a kiadásukban. Az első világháború után hosszú évtizedeken át nem volt Magyarországon szerb nyelvű könyvkiadás, amely, csak a 80-as években kezdet újraéledni, majd a 90-es években létrejött IZDAN Kiadó lett a magyarországi szerbek könyvkiadója.
Jelentős múltra tekinthet vissza a magyarországi szerb színjátszás is, amelyet napjainkban az 1991-ben alakult Szerb Stúdiószínpad fémjelez. A társulat 1995-ben Pomáz nagyközség Önkormányzata, a Szerb Demokratikus Szövetség és a magyar állam támogatásával Szerb Színház néven hivatalos színházzá vált. A Szerb Színház nagy sikerrel vesz részt a magyarországi nemzetiségi színházak találkozóin Budapesten, de kiemelkedő elismerésben részesültek az anyaországi bemutatók során is. A színház repertoárján anyanyelvű és magyar nyelvű előadások is szerepelnek.
A Országos Szerb Kisebbségi Önkormányzat és a helyi szerb önkormányzatok élő és rendszeres kapcsolatokat alakítottak ki a szerbiai kulturális, tudományos, oktatásügyi, helyi önkormányzati és humanitárius intézményekkel. Gyakoriak a szerbiai előadóművészek magyarországi fellépései, szerbiai kiállítások, művészek bemutatása Magyarországon, a magyarországi szerb folklór együttesek fellépései Szerbiában.

## Oktatás

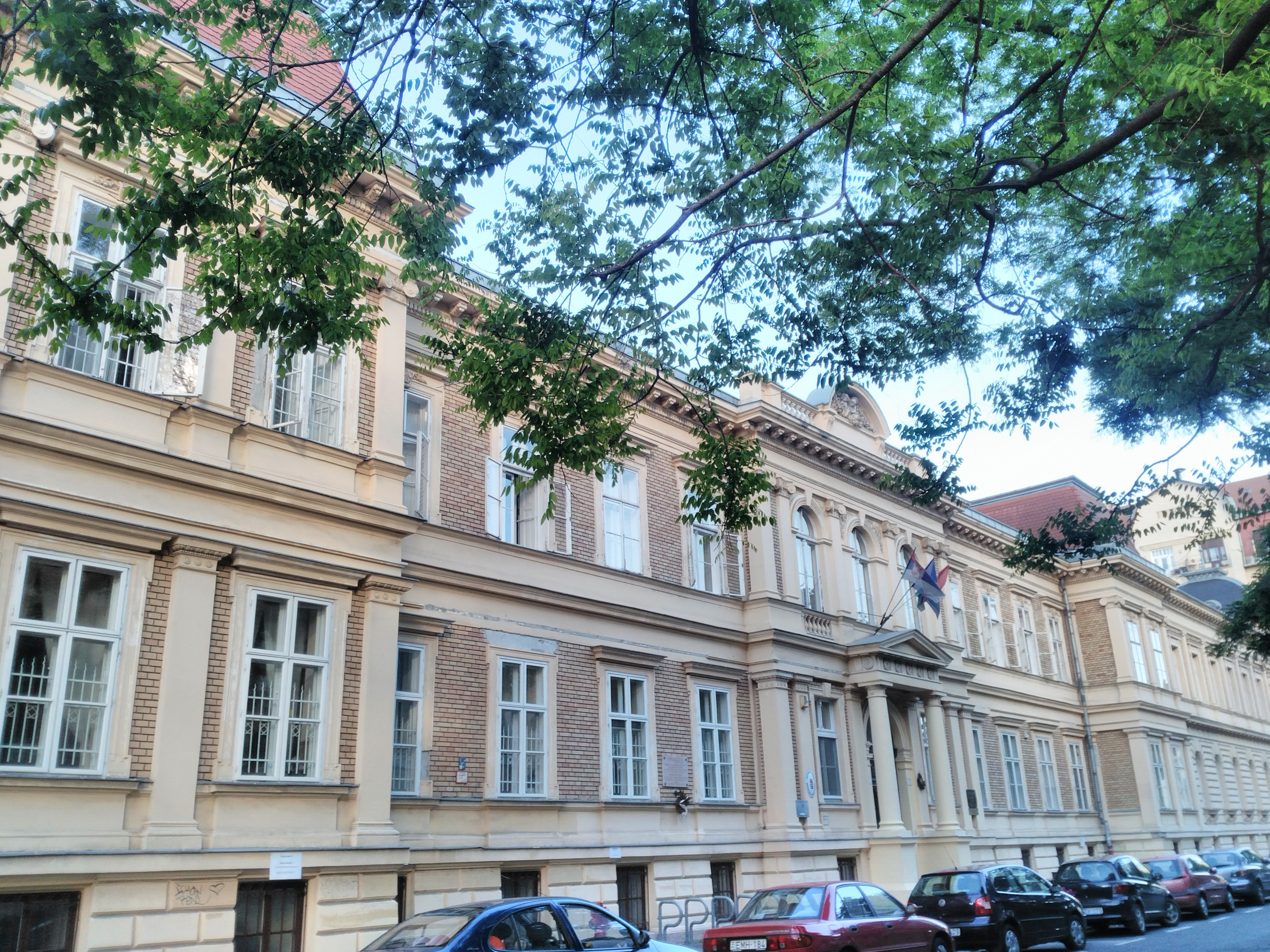
Nikola Tesla Szerb Tanítási Nyelvű Óvoda, Általános Iskola, Gimnázium és Kollégium

A magyarországi szerbek anyanyelvű oktatását 1948-ig a felekezeti népiskolai hálózat biztosította. 1948-ban a felekezeti iskolákat államosították és azok vagy megszűntek, vagy összeolvadtak az ún. délszláv iskolákkal. 1992 óta létezik újra az önálló szerb iskolahálózat.

Ma a magyarországi szerbek közoktatása keretében az ország 8 településén és Budapesten önálló szerb óvoda-, vagy óvodai csoport működik. Szerb tannyelvű általános iskola Budapesten és 2018-tól Szegeden, kétnyelvű tanintézmény Battonyán, összevont alsó tagozatos tannyelvű iskola Lóréven és Deszken van. A magyarországi szerb közösség országos beiskolázású oktatási centruma a budapesti Nikola Tesla Szerb Tanítási Nyelvű Óvoda, Általános Iskola, Gimnázium és Kollégium, melyben a tanulók létszáma a 2006/2007. tanévben 230 fő. Az oktatás magas színvonalát jelzi, hogy az érettségiző fiatalok 90%-a tanul tovább hazai és külföldi egyetemeken. Az iskola négy szerbiai tanárt alkalmaz. Anyaországi vendégtanár dolgozik még Battonyán, ahol 3 szerbiai pedagógus segíti az anyanyelvű oktatást. További 3 településen szerb nyelvet oktató iskola működik. Szerb pedagógusok képzése a budapesti ELTE és Szegedi Tudományegyetem Szláv Filológiai Tanszékein valamint a Budapesti Tanítóképző Főiskolán folyik, de a hallgatói létszáma mindhárom intézményben alacsony.

## Média
A közszolgálati Magyar Televízióban hetente 26 perces szerb nemzetiségi műsor látható Srpski Ekran néven, illetve érhető el az Interneten.

1992 óta sugároz a Magyar Rádió önálló szerb nyelvű nemzetiségi adásokat. Az adásidő kezdetben napi 30 perc volt, ma már napi 60 perc.

1991. május 2-től jelenik meg a magyarországi szerbek hetilapja a
Srpske Narodne Novine, mely 1998 február óta az Interneten is olvasható. (www.snn.hu)
24-órás műsorral rendelkező internet rádiók: Radio "SRB" /www.szerb.hu/ (Országos Szerb Önkormányzat) és a Radio "Ritam" /www.ssb.hu/ (Szerb Fővárosi Önkormányzat).

## Hitélet
A magyarországi szerbek nyelvének és kultúrájának, azonosságtudatuk megőrzésében fontos szerepe van a szerb ortodox egyháznak. A szerb egyháznak Magyarországon 43 temploma van az egyházi szervezet élén a szentendrei püspökség áll. A hitéletet 14 lelkész szolgálja, és a szerb iskolákban rendszeres hitoktatás folyik. A magyarországi szerbek egyik legragosabb intézménye a Budai Szerb Ortodox Püspökség páratlan egyházművészeti gyűjteménye és könyvtára Szentendrén, amely egyben a szerb ortodox egyház tudományos központja is. Számos, kiemelkedő jelentőségű műemlék templomépület is található hazánkban (Ráckeve, Szentendre, Grábóc, Eger, Székesfehérvár).
A Budai szerb ortodox egyházmegye és a Magyarországi Egyházak Ökumenikus Tanácsa szervezésében 2003 májusában első alkalommal került megrendezésre az Ortodox Egyházi Napok elnevezésű ünnepségsorozat, amely során a Magyarországi szerb ortodox egyház számára alkalom nyílt a széles körű bemutatkozásra.

## Építészeti hagyatékuk
A szerbek jelentős építészeti örökséget hagytak hátra Magyarországon. A szerb templomok 18. és 19. században épültek, amikor a szerb kereskedők már jelentős gazdasági hatalommal bírtak a városokban, s a legtöbbjük a magyarországi barokk építészet jelentős alkotása.
- A legszembetűnőbb nyomokat talán Szentendre városképén hagyták hiszen a magyarországi szerbek egyházi és kulturális központja is volt. Régen nyolc templom volt ebből hét még ma is áll. A Belgrád székesegyház (Száborna, Саборна), a Blagovestenszka szerb ortodox templom (Благовештенска), a Pozsarevacska szerb ortodox templom (Пожаревачка), a Preobrazsenszka szerb ortodox templom (Преображенска), a Péter-Pál római katolikus templom (Csiprovacska, Ђипровачка), a Szent András római katolikus templom (Zbeska, Збешка), és a Református templom (Opovacska, Оповачка).

A városban található Szerb Egyházi Múzeum amely szerb egyházművészeti emlékeket, ikonokat, ötvösmunkákat és más iparművészeti alkotásokat bemutató gyűjtemény. A múzeum törzsanyaga a Budai Szerb Ortodox Püspökség kincstárából és a hazai szerb templomokból Szentendrére került kiemelkedő jelentőségű műtárgyakból alakult.
- A 17. századból Budapestre érkező szerbek elsősorban Budán a Tabánban telepedtek le. Itt építették fel első templomukat 1697-ben, melyet egy új, 1751 követett amely második világháborúban megsérült és később megsemmisült. A török időkben jött létre a pesti szerb település. Itt építették fel a mai Szerb utca és Veres Pálné utca sarkán álló pesti szerb templomot. A 19. századtól kezdődően fokozatosan kiépültek a szerb nemzetiség művelődési intézményei (Matica Srpska, Tökölyanum, Szent Angelina Intézet[5]).
- Települések ahol szerb székesegyház található: Vác (Вaц), Székesfehérvár ((Столни Београд ), szabadtéri néprajzi múzeummal), Szeged (Сегедин), Baja (Баја), Mohács (Мохач), Siklós (Шиклош), Eger (Јегар/Јегрa), Győr (Ђер), Esztergom (Естергом/Острогом ), Hódmezővásárhely.
- Települések ahol szerb templomok található: Pomáz (Помаз) , Csobánka (Чобанац ),Szigetcsép (Чип),Lórév (Ловра), Budakalász (Kалаз ), Magyarcsanád (Чанад), Battonya (Батања), Deszk (Деска), Szőreg (Сириг), Dunaújváros, Százhalombatta (Бата), Dunaföldvár (Фeлдвaр), Alsónána (Доњa Haнa), Medina (Медина), Illocska (Илoчac), Magyarbóly, Dunaszekcső (Ceчuj), Villány (Вилањ), Sárok (Шapoк), Majs (Мајиш), Lippó (Лiпoвa), Beremend (Бreмe), Erdősmecske, Somberek (Шyмбepaк), Hercegszántó (Сантово), Újszentiván (Hoвu Сентиван).
- Szerb monostor és templom található Ráckevén (Српски Ковин, ritka példája a szerb gótikus építészetnek a 15. századból), valamint Grábócon (Гpaбoвaц).

## Híres magyarországi szerbek
- Cserni Jován (Lippa? 1492? – Tornyosfalu, 1527. július 25.) szerb felkelővezér, 1526 és 1527 között harcolt a magyar főurak ellen a Délvidéken. A szerbek mai az önálló „Szerb Szerémség” megteremtőjeként tekintenek rá.
- Jovan Pačić (Baja, 1771 – Buda, 1849), költő és katona.
- Vitkovics Mihály (Eger, 1778. augusztus 25. – Pest, 1829. szeptember 9.), magyar és szerb költő, műfordító.
- Jakov Ignjatović (Szentendre, 1822. november 26. – Újvidék, 1899. június 23.), költő, regényíró.
- Dobrovits Péter (Pécs, 1890. január 14. – Belgrád, 1942. január 27.), festő és politikus és rövid ideig a Baranya–bajai Szerb–Magyar Köztársaság elnöke
- Miloš Crnjanski (Csongrád, 1893. október 26. – Belgrád, 1977. november 30.), szerb író, költő és diplomata.
- Vujicsics Tihamér (Pomáz, 1929. február 23. – Damaszkusz, 1975. augusztus 19.) zeneszerző, népzenegyűjtő. A Vujicsics együttes[6] megalapítója.
- Vujicsics D. Sztoján (Pomáz, 1933. május 15. – 2002), író, költő, irodalomtörténész.[7]
- Radovan Jelašić (Jelasity Radován) (Baja, 1968–) magyarországi származású szerb közgazdász, jelenleg a magyarországi Erste Bank elnök-vezérigazgatója.

Ismert elmagyarosodott szerbek:
- Károlyi Gáspár (1529-1591), eredeti nevén Radicsics Gáspár, az első teljes magyar nyelvű Szentírás, a vizsolyi Biblia fordítója. Szülei délvidéki szerbek voltak.[8]
- Damjanich János (Temesőr (Straža), 1804. december 8. – Arad, 1849. október 6.) honvédtábornok, az aradi vértanúk egyike.
- Sztójay Döme (Dimitrije Sztojakovich) (Versec, 1883. január 5. – Budapest, 1946. augusztus 22.) magyar miniszterelnök, háborús bűnös.
- Ember Márk (Budapest, 1993. január 16.) magyar színész, énekes.

Szerbiából (Jugoszláviából) származó, szerb születésű hírességek:
- Sztevanovity Zorán (Belgrád, 1942. március 4. –) Liszt Ferenc- és Kossuth-díjas előadóművész, énekes, gitáros, zeneszerző
- Sztevanovity Dusán (Belgrád, 1945. április 27. –), dalszövegíró, dramaturg, zenész